# Geophis tarascae
Geophis tarascae är en ormart som beskrevs av Hartweg 1959. Geophis tarascae ingår i släktet Geophis och familjen snokar. Inga underarter finns listade i Catalogue of Life.
Arten förekommer i delstaterna Michoacán och Jalisco i Mexiko. Utbredningsområdet ligger 1400 till 1700 meter över havet. Honor lägger ägg. Habitatet är skogar med tallar och ekar. Geophis tarascae gräver i lövskiktet och i det översta jordlagret.
Beståndet påverkas av landskapsförändringar. Det är inget känt om populationens storlek. IUCN kategoriserar arten globalt som otillräckligt studerad.